# Vízipók-csodapók (film)
A Vízipók-csodapók 1982-ben készült, 1983-ban bemutatott magyar rajzfilm, amely az azonos című rajzfilmsorozat alapján készült moziváltozat. Az animációs játékfilm rendezői Szabó Szabolcs, Haui József és Szombati Szabó Csaba, producere Mikulás Ferenc. A forgatókönyvet Dr. Kertész György, a zenéjét Pethő Zsolt szerezte. A mozifilm a Pannónia Filmstúdió gyártásában készült, a MOKÉP forgalmazásában jelent meg. Műfaja ismeretterjesztő film. Magyarországon 1983. szeptember 5-én mutatták be a mozikban. 2018-ban felújított változatban ismét bemutatták a mozikban 2019-ben.

## Rövid tartalom
Vízipók barátunk földi pók társaitól eltérően nem a sarokban vagy a fákon szövögeti hálóját, hanem a vízben lubickol. Csodálkozik is ezen barátja, a kicsit morgós, folyton hitetlenkedő Keresztespók. De kapcsolatuk által megtanulja, hogy attól, hogy valaki más, mint ő, még lehet rendes (pók).

## Alkotók
A film a rajzfilmsorozat első két szériájának egyes epizódjaiból készült, amelyeket összekötő jelenetekkel egészítettek ki. A Magyar Televízió megrendelésére készült sorozatból 14 epizódot válogattak ki. az első évad 1976-ban, és a második évad 1980-ban készült. A filmben Haui József készítette összekötő jeleneteket. 
- Rendezte: Haui József, Szabó Szabolcs, Szombati Szabó Csaba
- Írta: Dr. Kertész György
- Dramaturg: Bálint Ágnes
- Zenéjét szerezte: Pethő Zsolt
- Operatőr: Barta Irén, Cselle László, Csepela Attila, Henrik Irén, Polyák Sándor
- Segédoperatőr: Janotyik Frigyes, Pethes Zsolt
- Hangmérnök: Bársony Péter
- Hangasszisztens: Zsebényi Béla
- Hangeffektus: Boros József
- Vágó: Czipauer János, Gyöpös Katalin, Hap Magda, Völler Ágnes
- Háttér: Hegedűs László, Hegyi Füstös László, Molnár Péter, Neuberger Gizella
- Mozgástervezők: Bátai Éva, Hernádi Oszkár, Katona János, Kricskovics Zsuzsa, Lőrincz László, Tóth Pál, Újváry László
- Rajzolták: Balajthy László, Kecskeméti Ilona, Farkas Antal, Liliom Károly, Görgényi Bettina, ifj. Nagy Pál, Hirt Sándor, Vágó Sándor, Vári Ágnes
- Összekötő jelenetek rajzolói: Balogh István, Polyák Zita, Szűcs Édua, Zsikó Gyöngyvér
- Kihúzók és kifestők: Bánász Bea, Fejes Margit, Gaál Erika, Gömöri Dorottya, Gulyás Kis Ágnes, Szabó Lászlóné
- Festéktechnikus: Fazekas Pál
- Színes technika: György Erzsébet, Kun Irén
- Gyártásvezető: Vécsy Veronika
- Produkciós vezető: Mikulás Ferenc

A Magyar Televízió által rendelt rajzfilmsorozat moziváltozatát a MOKÉP megbízásából a Pannónia Filmstúdió kecskeméti műtermében készült 1982-ben.

## Szereplők

Vízipók-csodapók 1982-es moziváltozatának főcíme

Vízipók Csodapókot a szárazföldi barátja, a Keresztespók nevezi csodapóknak, mert a víz alatt él a kicsiny légnadrágjában és ott szövögeti hálóját, miközben számtalan barátra talál a barátságos természete miatt.

Keresztespók, aki Vízipók csodapók legjobb barátja

| Szereplő              | Hang |
| --------------------- | --- |
| Vízipók               | Pathó István |
| Keresztespók          | Harkányi Endre |
| Kék vízicsiga         | Felföldi Anikó Kútvölgyi Erzsébet                                                                                              |
| Rózsaszín vízicsiga   | Géczy Dorottya |
| Füles csiga           | Telessy Györgyi Móricz Ildikó                                                                                                  |
| Barna vízicsiga       | Benkő Márta |
| Katicák               | Detre Annamária Gyurkovics Zsuzsa Benkő Márta                                                                                  |
| Hátonúszó             | Velenczey István |
| Szürke hangya         | Voith Ági Benkő Márta Gyurkovics Zsuzsa                                                                                        |
| Narancssárga hangya   | Hacser Józsa Mányai Zsuzsa |
| Mérges béka           | Balázs Péter |
| Tegzesek              | Deák B. Ferenc Maros Gábor Szalay Imre                                                                                         |
| Szitakötőlárva        | Császár Angela |
| Éles csiga            | Deák B. Ferenc |
| Molnárkák             | összekötő jelenetben Straub Dezső Szokol Péter Téri Sándor eredeti sorozatban Faragó József Sinkovits-Vitay András Téri Sándor |
| Levelibéka            | Gyabronka József |
| Barna kis béka        | Mikó István |
| Béka karnagy          | Horváth Gyula |
| Éneklő békák          | N/A |
| Méhecske              | Csala Zsuzsa (daloló hang) Borbás Gabi Császár Angela Benkő Márta Szűr Mari                                                    |
| Rák apó               | Kőmíves Sándor |
| Kecskebéka mama       | Tábori Nóra |
| Békaóvóbácsi          | Szoó György |
| Nagy béka apuka       | Szoó György |
| Vízicsiga gyerekek    | Andai Kati Detre Annamária |
| Lótücsök              | Kaló Flórián |
| Dongó                 | Csurka László |
| Vízibolhák            | ? |
| Kri (kék virágpók)    | Némedi Mari |
| Mimi (sárga virágpók) | Paraszkay Erika |
| Galacsinhajtó bogár   | Paraszkay Erika |
| Darázslány            | Földessy Margit |
| Fűrészeslábú szöcske  | Gálvölgyi János |
| Rózsaszín vízibolha   | Czigány Judit |
| Nagy béka fiú         | Tahi Tóth László |
| Csibor bácsi          | Képessy József |

## Jelenetek
A film jelenetei a rajzfilmsorozat első és második évadának egyes epizódjainak felhasználásával készültek.
| 1. | Búcsú a csigaháztól          | 1. évad, 1. rész     |
| Beköszönt a tavasz, a kishangyák egy kiflicsücsök morzsával hurcolnak a füvön. Katica tanácsára a csigaház felé igyekeznek. Odabent nem csiga lakik, hanem a Vízipók, aki úszkálni akar a tóban a szabad ég alatt. Ekkor találkoznak Keresztespókkal, aki kifogásolja, hogy egy rendes pók az nem úszkálhat a vízben. Vízipók ezen kicsit mérgelődik, a kishangyák próbálják meggyőzni a Keresztespókot, hogy a Vízipók szerintük nagyon rendes póknak tűnik. |                              |                      |
| 2. | Az este                      | 1. összekötő jelenet |
| A kishangyák egy kiflicsücsköt visznek haza, mire hazaérnek, leszáll az éj. Másnap reggel a méhecske kijön a virágporért. |                              |                      |
| 3. | Légnadrág                    | 1. évad, 2. rész     |
| Vízipók a virágok illatát szagolja, méhecske pedig véletlenül rászórja a virágport Vízipók fejére, megoldja a problémát. Birkózó békákat lát, majd összeakad Keresztespókkal. Lemerül a vízbe, találkozik a vízicsigákkal. Megmutatja nekik és Keresztespóknak a légnadrágját. |                              |                      |
| 4. | A tízórai                    | 2. összekötő jelenet |
| Keresztespók mérgelődik, majd eszébe jut, hogy elérkezik a tízórai. Megfigyelje a gyönyörű szitakötőt. |                              |                      |
| 5. | Vízalatti házikók            | 1. évad, 3. rész     |
| Vízipók és a vízicsigák pihennek, beszélgetnek. Fülescsiga a saját játékcsigával foglalkozik. Kagyló apó pottyan rájuk, elbújnak a csigák. Egy tegzeslárva elviszi Fülescsiga játékát véletlenül az ő házikójára rakni. Vízipók mindenhol keresi, összeakad velük. Tanácsot kéri, úgy hozzák vissza, hogy az egyik tegzes által készült házikót – ami rajta van a játékcsiga – biztos Füles örül neki. Tegzes repülni fognak, Vízipók pedig egy pókházat fogni építeni fonálból és levegőből.                                                                                  |                              |                      |
| 6. | Kristálypalota               | 1. évad, 4. rész     |
| Keresztespók javasolja egy pókhálót Vízipóknak a víztükörhöz közelre. Vízipók a vízalatti házára gondol, lesz vele telefon a két ház közé. Nekilát dolgozni. Vízicsigák kinevetnek, de Füles segít Vízipóknak a nagy építkezésben. Vízipók hordja a levegőket a hálójához. Kész is lett a ház, Kristálypalotának nevezi el. Ünnepelnek az ő tiszteletére a tó lakói. Keresztespók telefonálni akar, de sikerül neki. |                              |                      |
| 7. | A botpoloska megérkezése     | 3. összekötő jelenet |
| Keresztespók mérges lett, amiért leszakadt a telefon, vigasztalásképpen a hálójára büszkélkedik. Ám a hálóra repült egy botpoloska, belemegy a vízbe. Keresztespók elhúzódik. |                              |                      |
| 8. | Hazudik-e a szitakötőlárva?  | 1. évad, 6. rész     |
| Bekopog valaki az ajtón, egy gyönyörű szitakötőlárva kisasszony – kezében legyezővel – rontotta be, Vízipók pedig befogadja. Elmeséli, hogy a vízirabló (az nem más, mint botpoloska) zsákmányol a szegény kicsi lárvát. Vízipók megmenti a kis lárva életét, úgyhogy a botpoloskát a szárazföldre bocsátja. A szitakötő kisasszony megfullad, Vízipók pedig visszarakja őt a vízbe. A szitakötőlárva elmondja, hogy szárnyai lesz, de vízipók nem tud elhinni. Keresztespókhoz igyekszik, vihar volt nemrég. Vízipók az igazi szitakötőt pillant meg, mégis annak lett igaza. |                              |                      |
| 9. | A csigalift                  | 1. évad, 7. rész     |
| Vízipók takarít a Kristálypalotán kívül, Bejött hozza Hátonúszó poloska néhány percre. Vízipók ebédszünetet tartja. Egyszer csak megszakadt a tartófonal, a Kristálypalota romokba hever. Vízicsigák segítenek megtartani a fonalat. Az élescsiga volt a bűnös, bocsánatot kér Vízipóktól. Fölajánlja egy csigaliftet, elfogad. A víz felszínére lifteznek, Keresztespók meghívja játszani, de Vízipók nem ér rá. |                              |                      |
| 10. | A molnárkák gyűlése          | 4. összekötő jelenet |
| Keresztespók megfigyeli molnárpoloskákat a víztükrön. Azok bizony sportjátékra gyűlnek, megkezdik a játékot. |                              |                      |
| 11. | Árnyék a víz alatt (részlet) | 1. évad, 8. rész     |
| Keresztes beszélget a levelibékával, aki ő is legyekre vadászik. Be is akar kapni, amikor a vízben pottyan. |                              |                      |
| 12. | A békák éneke                | 5. összekötő jelenet |
| A békák egész éjjel főpróbát tartanak kuruttyolásukra, együtt énekelnek. |                              |                      |
| 13. | A rák új ruhája              | 1. évad, 9. rész     |
| Vízipók és Keresztespók izzadnak a nagy hőségben. Méhecske vizet visz a kaptárnak, de repülés közben megbotlik valamiben. Vízipókék megijednek, egy rák volt az, aki be akar menni a vízbe, de Vízipók bekíséri. Egy barlangba húzódik, leveszi régi páncélját, hogy jól érezhessen magát. Vízipók kölcsönkéri a régi páncélt, tréfálkozik Keresztespók előtt. |                              |                      |
| 14. | A vihar                      | 6. összekötő jelenet |
| Vízipók és keresztespók szemük láttára kitör a vihar, elmenekülnek. Keresztespók egy levél alatt bujkál. |                              |                      |
| 15. | Békabölcső                   | 1. évad, 10. rész    |
| Keresztespók játszik a jégeső maradványaival, Vízipók beszáll erre a játékra, de érvénytelennek látja. Rátalál egy gömbre, avval teniszeznek. Egy békatojás volt az gömbforma, kikel belőle az ebihal. Kecskebéka mama jön érte, Vízipók visszaadja. Arra kapja a jóságot, hogy körülnézze a békák bölcsődét, ami az egész tóban van. Jól érzi magát. |                              |                      |
| 16. | Buborék nyaklánc             | 1. évad, 11. rész    |
| Vízipók úszkál a vízben, miközben a csigalányok buboréknyakláncot készítenek. Előjön Rák apó hátrafelé úszva. Vízipók gúnyolja, de Rák apó ollója eltalálja a légnadrágját, megsebesül. Vízicsigák ápolják és gondját viselik. Vízipók szégyenkezik, amiért kigúnyolta Rák apót, megoldódhatna a probléma. A két csigalány odaajándékoznak a buboréknyakláncot, de hiába, Vízipók megköszöni az oxigénnél kedvesebb ajándékot. Vízicsigák és Rák Apó meggyógyítják levegőbuborékokkal.                                                                                         |                              |                      |
| 17. | Víz alatt, föld alatt        | 2. évad, 12. rész    |
| Keresztespók várja Vízipókot, meghívja a barlangkutatásra. Útközben találkoznak a Lótücsökkel, aki a földből bújik ki. A Dongók felé érnek, bemennek a barlangba. Mindent körülnéznek, ám de a zenére hallgatnak, arra mennek. A Lótücsök otthonába érkeznek. Ő meghívja őket a zenélésre, beszállnak. Naplementekor a Lótücsök kimegy a szabadba, Vízipókék pedig követik után, de hiába. |                              |                      |
| 18. | A szentjánosbogarak          | 7. összekötő jelenet |
| Vízipók és keresztespók hazafelé mennek. Este a szentjánosbogarak röpülnek a csillagos ég alatt. |                              |                      |
| 19. | Katicáék csemegéje           | 2. évad, 4. rész     |
| Vízipók és Keresztespók készülődnek vendégségbe a két virágpókra várva. Ám a virágokat megeszik a tetvek, Katicáék segítenek a két pókon (mert a Katicáék levéltetvekkel táplálkoznak). Egy kosárral bocsátják ki az égre Katicáéknak csemegéül. a két virágpók megérkeznek, elmondják, hogy ők valójában Mimi és Kri, a láthatatlanná válás művésznői. Vízipók meg is tanulja a láthatatlanná válás művészetét. |                              |                      |
| 20. | Vízipók álma                 | 8. összekötő jelenet |
| Vízipók a saját hintaszékén alszik, mulatságos álmot lát. Vízipók szájába repül a törpe szentjánosbogár, erre pedig felébred. Telefonon elmeséli Keresztespók az álmáról, de ő ezt nem hiszi, hétalvónak talál. Vízipók ezen megsértődik. |                              |                      |
| 21. | Te mit sportolsz?            | 2. évad, 11. rész    |
| A kis hangyák elmagyarázzák Keresztespóknak, hogy mennyire tudnak sportolni. Ám Keresztespók találkozik a darázslánnyal, aki szép és karcsú. Előjön Katica és Vízipók is. Keresztespóknak az a baja, hogy keveset mozgott. Elhatározzák, hogy sportoljon a két pók, Katica pedig értékeli a pontokat. Egy galacsin gurul éppen a tisztáson, egy ganajtúró bogár tolatja azt. Vízipók és Keresztespók megtudják, hogy nem is gurulható labda. |                              |                      |
| 22. | Itt az ősz                   | 9. összekötő jelenet |
| Vízipók megérzi, hogy közeledik az ősz. Ködös időben Keresztespók éppen fázik és vacog, majd próbál telefonálni Vízipókot, de hiába, el is megy aludni. |                              |                      |
| 23. | Csibor bácsi csomagol        | 1. évad, 13. rész    |
| Vízipók délben felkel az ágyból, didereg. Arról érdeklődik, hogy miért alszanak a többiek. Csíbor bácsi elmondja Vízipóknak, hogy már ősz van és majd sok hóval és jéggel nemsokára megérkezik a hideg tél, nehéz lesz majd ennivalót találni. Vízipók ezt megérti, becsomagol. A szárazföldön sírdogál, ám a kis hangyák vigasztalják, elvezetik egy csigaházhoz, oda is érnek. Vízipók beköltözik, elbúcsúzik a kis hangyáktól, elérkezik a téli álom. |                              |                      |

 
A filmet 2006-ban DVD-n is kiadták, 2009-ben pedig a Minimax tévécsatornán vetítették a film felújított változatát.

## Érdekességek
Különbségek a film jelenetei és a televíziós sorozat epizódjai között:
- Amikor 1. jelenet végén azt mondja Keresztespók hogy: "Csoda egy pók vagy, te Vízipók! Én mondom", akkor a Keresztespók és Vízipók kezük rázásával való barátság megpecsételése helyett (1. évad, 1. részből) a kis hangyák tovább haladnak hazafelé naplemente előtt a hangyabolyba. Így megy az 1. összekötő jelenet
- 6. jelenet végén, amikor Keresztespók fölhuppan és lezuhan, majd kapaszkodik a pókfonalon, akkor "Hát, ez a Vízipók!" sóhaj helyett (1. évad, 4. részből) inkább feltekeri a telefonnak a fonalát. Onnan halad a 3. összekötő jelenet.
- A 8. és 9. jelenet között az a rövid összekötés, hogy buborékos Vége felirat helyett buborék hullámzik a tavon, amikor Vízipók a vízben van.
- 9. jelenetben Vízipók azért mondja, hogy: "Csak nem megint valami leskelődők?", mert eredetileg a televíziós sorozatnak 1. évad 5. részéből kiderült a leskelődő vízibolhákról.
- A 9. jelenetnél kivágták a Keresztespóknak a "Hát ez a Vízipók, ez egy csodapók!" sóhaját.
- 11. jelenetet úgy vágták részletre, hogy amikor a levelibéka belepottyan a vízbe, Vízipók fejére való megütközés helyett (1. évad, 8. részből) Vízipók arrébb húzódik. Attól kezdve van az 5. összekötő jelenet.
- 13. jelenet legvégén, amikor Vízipók siránkozott kissé, hogy: "Majdnem agyon ütöttél! Pedig én csak meg akartalak tréfálni!", akkor Keresztespók kacagása és Vízipók büszke mosolya helyett (1. évad, 9. részből) mind a ketten rémülten észre veszik, hogy kitör a vihar, erről szól a 6. összekötő jelenet.
- 15. és 16. jelenet között egy összekötő animáció van, melyben Keresztespók mászik a pókfonálon felfelé.
- 16. és 17. jelenet közötti összekötés van arról, hogy Vízipók békésen szundikál bekötözött derekával.
- 19. jelentben azért van Keresztespóknál egy tükör -valójában sörös kupak-, mert a sorozat 2. évad 3. részében történt, hogy Keresztespók szerezte magának ezt a tükröt, azóta használja.
- 19. jelenet végénél, amikor Keresztespók azt mondja, hogy: "Eredj a víz alá!", akkor az "És szórakoztasd a csigákat a bohócmutatványaiddal, te Vízipók, csodapók!" mérges sóhajtó befejezése helyett (2. évad, 4. részből) Keresztespók becsukja a szemeit idegesen. Onnan indul a 8. összekötő jelenet.
- 21. jelenet végén azt mondja Keresztespók a ganajtúró bogárnak, hogy: "Ja! Hát ő nem akármilyen pók, hanem a Vízipók-csodapók!", akkor Katica a galacsin tetején levő csúszkálása helyett (2. évad, 11. részből) Vízipók beleugrál a vízbe. Onnan ered az utolsó 9. összekötő jelenet is.
- 23. jelenetnél Vízipók azért mondja, hogy: "Mi lesz akkor a vizünkkel? Eddig ti tisztogattátok!", mert eredetileg a televíziós sorozatnak 1. évad 5. részéből derült ki, hogy valóban a vízibolhák tisztogatták Vízipók kérésére a tó vízét, erre kaptak jutalmul algapudingot jó uzsonnára tervezve.

Ráutalások:
- Az eredeti sorozat második évadának Víz alatt, föld alatt című epizódján össze volt keverve eredetileg a stáblistában a dongó szinkronhangja Csurka Istvánnal (politikussal), pedig valójában Csurka László kölcsönözte a Dongó hangját, így hát erre a moziváltozatára mégis csak felkerült az ő neve a szinkronhangok közé.
- A sorozat részeinek többségében, amikor minden jóra fordul vagy valami mással végződik a dolog, akkor Keresztespók mindig azt sóhajtja mindenféle módon: "Te, Vízipók-csodapók!" vagy "Hát ez a Vízipók... ez egy Csodapók!"

## Televíziós megjelenések
- TV-1 / M1, 1995. március 15.[4][5] (1982-es változat), 2011. december 25.[6] (2002-es változat)
- Duna TV, 2004. szeptember 24. – 2007. április 29.[7] (2002-es változat), 2024. október 28. (1982-es változat (2018-as felújítással))
- Minimax, 2003. június 18.[8] – 2005. február 18.[9] (2002-es változat), 2009. március 29.[10] – 2010. szeptember 10.[11] (1982-es változat)
- M2, 2013. március 15.[12] – 2013. május 25.[13] – 2018. február 17.[14] – 2018. augusztus 18.[15] – 2021. október 23. – 2022. január 22. – 2022. június 4. (2002-es változat), 2024. augusztus 4. (1982-es változat (2018-as felújítással))